# Cordana boothii
Cordana boothii är en svampart som beskrevs av M.B. Ellis 1976. Cordana boothii ingår i släktet Cordana, divisionen sporsäcksvampar och riket svampar.   Inga underarter finns listade i Catalogue of Life.